# Tây Hạ Mạt Chủ
Tây Hạ Mạt Chủ Nam Bình Vương, tên thật là Lý Hiện (chữ Hán: 西夏末主南平王李睍) (? – tháng 8 năm 1227), là vị hoàng đế thứ 10 và cuối cùng của nước Tây Hạ trong lịch sử Trung Quốc. Ông là cháu của Tây Hạ Thần Tông và Tây Hạ Hiến Tông.
Ông kế vị sau khi Hiến Tông mắc bệnh qua đời. Vào thời gian này, đế quốc Mông Cổ vẫn tiếp tục tiến hành xâm lược. Tây Hạ Mạt Chủ từ chối đầu hàng người Mông Cổ, Tả thừa tướng Cao Lương Huệ (1160 - 1227) cùng các tướng sĩ trong triều tích cực thực hiện các hoạt động chống cự quân Mông Cổ, tuy nhiên cũng không cứu vãn được tình hình do cán cân quân sự rất bất lợi giữa Tây Hạ và Mông Cổ.
Cũng trong thời gian này, vương quốc Tây Hạ phải hứng chịu hàng loạt rủi ro như trận động đất lớn xảy ra tại quốc đô Tây Hạ là Trung Hưng Phủ, dịch bệnh hoành hành, lương thực thiếu thốn, một nửa quân sĩ và dân chúng tử vong, chính những nguyên nhân này nên sự diệt vong của Tây Hạ là không thể tránh khỏi.
Ngày 25 tháng 8 năm 1227, Thành Cát Tư Hãn qua đời, e sợ vương quốc Tây Hạ sẽ nổi dậy kháng cự nên đã dặn người kế tục phải bắt giết vua Tây Hạ rồi mới phát tang. Tây Hạ Mạt Chủ không biết Thành Cát Tư Hãn qua đời, trong bối cảnh bị vây ngặt nghèo đã ra hàng. Ông bị quân Mông Cổ ra tay sát hại cùng nhiều người dân Tây Hạ.
Sự phát triển của nền văn hóa Tây Hạ xán lạn bị ngừng lại, vương quốc Tây Hạ chính thức bị diệt vong.
Ông là vị hoàng đế cuối cùng, được gọi là Mạt Chủ, không có thụy hiệu.